# Macho Man (singolo Village People)
Macho Man è un brano musicale dance, inciso nel 1978 dai Village People ed estratto come singolo dall'album omonimo del gruppo statunitense. Autori del brano sono Jacques Morali, Victor Willis, Henri Belolo e Peter Whitehead.

## Tracce
7"
1. Macho Man (Edit) – 3:30
2. Just a Gigolo

## Video musicale
Il video musicale del brano mostra i componenti del gruppo ballare o fare mosse da palestrati in abiti da poliziotto, Indiano d'America, cowboy, operaio, soldato e motociclista. Queste sei figure rappresentano l'archetipo dell'immaginario gay.

## Classifiche
| Classifica    | Posizione massima | Nr. di settimane |
| ------------- | ----------------- | ---------------- |
| Nuova Zelanda | 7                 | 22               |

## Cover
- Una cover del brano è stata incisa nel 1979 dalla formazione The Yiddish People[3]
- Nel 2016 Amanda Lear ha pubblicato una sua versione del brano nell'album Let Me Entertain You[4]

## Il brano nella cultura di massa

### Cinema e fiction
- Il brano è stato inserito in una puntata della soap opera Sentieri (Guiding Light)
- Il brano è stato inserito in diversi episodi della telenovela brasiliana Dancin' Days
- Il brano è stato inserito nella miniserie televisiva tedesca del 1990 Die Piefke-Saga[5]
- Il brano è stato inserito nel film del 1992, diretto da Barry Sonnenfeld, La famiglia Addams 2 (Addams Family Values)[5]
- Il brano è stato inserito in due episodi della serie televisiva Friends[5]
- Il brano è stato inserito nel film Il professore matto, con protagonista Eddie Murphy, e nel suo seguito La famiglia del professore matto.[5]
- Il brano è stato inserito nel film In & Out, diretto da Frank Oz.[5]
- Il brano è stato usato parzialmente per una scena di Quattro amiche, nuovi amori.
- Il brano è stato inserito nel film Big Trouble - Una valigia piena di guai[5].
- Il brano è stato inserito nel film del 2003, diretto da Jonathan Mostow e con protagonista Arnold Schwarzenegger, Terminator 3 - Le macchine ribelli (Terminator 3: Rise of the Machines)[5]
- Il brano è stato inserito in un episodio del 2006 della serie televisiva Scrubs[5]
- Il brano è stato inserito nel film del 2006 Amore e altri disastri.
- Il brano è stato inserito in un episodio del 2007 della serie televisiva Banda sonora.
- Il brano è stato inserito nel film del 2014, diretto da Tim Story, La guerra dei sessi.